# فقط اجازه دهید بروم دوستان
فقط اجازه دهید بروم دوستان (به هندی: Jaane Bhi Do Yaaro) فیلمی محصول سال ۱۹۸۳ و به کارگردانی کوندان شاه است. در این فیلم بازیگرانی همچون نصیرالدین شاه، راوی باسوانی، باهکتی بارو، ساتیش شاه، اوم پوری، پانکاج کاپور، ساتیش کایشیک، نینا گوپتا، آشوک بانتیا ایفای نقش کرده‌اند.